# Abadía territorial de Saint Peter-Muenster
El abadía territorial de Saint Peter-Muenster (en latín: Abbatia Territorialis Sancti Petri apud Muenster y en inglés: Territorial Abbey of Saint Peter-Muenster) fue una circunscripción eclesiástica de la Iglesia católica en Canadá. Se trataba de una abadía territorial latina, sufragánea de la arquidiócesis de Regina. Fue suprimida el 14 de septiembre de 1998.

## Territorio y organización

St Peter's College, en Muenster

La abadía territorial tenía 4662 km² y extendía su jurisdicción sobre los fieles católicos de rito latino residentes en parte de la provincia de Saskatchewan. Incluía 50 municipios del segundo meridiano del Dominion Land Survey.
La sede de la abadía territorial se encontraba en la ciudad de Muenster, en donde se halla la Catedral abacial de San Pedro, construida entre 1909 y 1910 y que hoy es una abadía que pertenece a la diócesis de Saskatoon.
En 1990 en la abadía territorial existían 22 parroquias: Leofeld, Muenster, Fulda, Marysburg, Annaheim, Englefeld, Watson, Lake Lenore, Bruno, Humboldt, Burr, Romance, St. Gregor, Pilger, St. Benedict, Dana, Carmel, Shrine of Our Lady of Mount Carmel, Cudworth, Middle Lake, Peterson y Naicam.

## Historia
Numerosos inmigrantes católicos de habla alemana procedentes de los Estados Unidos se habían establecido en la zona y en 1903 se fundó en Muenster un priorato benedictino dependiente de la abadía benedictina de Collegeville (en Minnesota, Estados Unidos), pero en 1911 se había vuelto autónomo y se convirtió inmediatamente en un importante centro espiritual para los numerosos católicos de habla alemana que habían inmigrado recientemente a esa parte de Canadá. Es el monasterio benedictino más antiguo de Canadá.
La abadía territorial fue erigida el 6 de marzo de 1921 mediante la bula Eximia Benedictini del papa Benedicto XV, tomando su territorio de la diócesis de Prince Albert-Saskatoon (hoy diócesis de Prince Albert).
Inicialmente inmediatamente sujeta a la Santa Sede, el 18 de noviembre de 1922 pasó a ser sufragánea de la arquidiócesis de Regina.
El 14 de septiembre de 1998 la abadía territorial perdió el privilegio de territorialidad y su territorio fue incorporado a la diócesis de Saskatoon.

## Estadísticas
Según el Anuario Pontificio 1981 la diócesis tenía a fines de 1980 un total de 400 fieles bautizados.
| Año                                                                             | Población            | Población | Población      | Sacerdotes | Sacerdotes    | Sacerdotes    | Bautizados por sacerdote | Diáconos permanentes | Religiosos | Religiosos | Parroquias |
| Año                                                                             | Bautizados católicos | Total     | % de católicos | Total      | Clero secular | Clero regular | Bautizados por sacerdote | Diáconos permanentes | Varones    | Mujeres    | Parroquias |
| ------------------------------------------------------------------------------- | -------------------- | --------- | -------------- | ---------- | ------------- | ------------- | ------------------------ | -------------------- | ---------- | ---------- | ---------- |
| 1950                                                                            | 13 000               | 16 000    | 81.3           | 34         |               | 34            | 382                      |                      | 48         | 185        | 33         |
| 1966                                                                            | ?                    | 20 000    | ?              | 42         |               | 42            | ?                        |                      | 60         | 160        | 28         |
| 1970                                                                            | 12 856               | 20 000    | 64.3           | 37         |               | 37            | 347                      |                      | 37         | 90         | 26         |
| 1976                                                                            | 12 376               | 19 000    | 65.1           | 35         |               | 35            | 353                      |                      | 46         | 100        | 12         |
| 1980                                                                            | 12 129               | 19 600    | 61.9           | 31         |               | 31            | 391                      |                      | 31         | 85         | 12         |
| 1990                                                                            | 11 088               | 14 236    | 77.9           | 25         |               | 25            | 443                      |                      | 25         | 85         | 22         |
| Fuente: Catholic-Hierarchy, que a su vez toma los datos del Anuario Pontificio. |                      |           |                |            |               |               |                          |                      |            |            |            |

## Episcopologio
- P. Michael Ott, O.S.B. † (13 de junio de 1921-agosto de 1926 renunció)
- P. Severinus Giacomo Gertken, O.S.B. † (5 de octubre de 1926-10 de marzo de 1960 falleció)
- P. Jerome Ferdinand Weber, O.S.B. † (28 de junio de 1960-15 de junio de 1990 retirado)
- P. Peter Wilfred Novecosky, O.S.B. † (19 de octubre de 1990-14 de septiembre de 1998 cesado)